# Crissy Ahmann-Leighton
Christine „Crissy“ Ahmann-Leighton, nach Heirat Christine Perham, (* 20. Mai 1970 in Yankton, South Dakota) ist eine ehemalige Schwimmerin aus den Vereinigten Staaten. Sie gewann bei Olympischen Spielen zwei Goldmedaillen und eine Silbermedaille sowie bei Weltmeisterschaften eine Goldmedaille.

## Karriere
Crissy Ahmann-Leighton schwamm für das Schwimmteam der University of Arizona, 1991 und 1992 war sie nationale College-Meisterin.
Bei den Schwimmweltmeisterschaften 1991 in Perth siegte die 4-mal-100-Meter-Lagenstaffel der Vereinigten Staaten in der Besetzung Janie Wagstaff, Tracey McFarlane, Crissy Ahmann-Leighton und Nicole Haislett vor den Australierinnen und der deutschen Staffel. Im August 1991 fanden in Edmonton die Pan Pacific Swimming Championships 1991 statt. Ahmann-Leighton siegte mit der Lagenstaffel und erhielt die Silbermedaille über 100 Meter Schmetterling.
Im Jahr darauf bei den Olympischen Spielen 1992 in Barcelona fand zunächst die 4-mal-100-Meter-Freistilstaffel statt. Die amerikanische Staffel mit Angel Martino, Ashley Tappin, Crissy Ahmann-Leighton und Dara Torres gewann ihren Vorlauf mit der schnellsten Zeit beider Vorläufe. Im Finale siegten Nicole Haislett, Dara Torres, Angel Martino und Jenny Thompson vor den Chinesinnen und den Deutschen. Die nur im Vorlauf eingesetzten Schwimmerinnen erhielten ebenfalls eine Medaille. Tags darauf schwamm Ahmann-Leighton mit der sechstschnellsten Zeit ins Finale über 100 Meter Schmetterling. Im Endlauf siegte die Chinesin Qian Hong mit 0,12 Sekunden Vorsprung vor Crissy Ahmann-Leighton, die 0,27 Sekunden vor der drittplatzierten Französin Catherine Plewinski anschlug. Die 4-mal-100-Meter-Lagenstaffel aus den Vereinigten Staaten qualifizierte sich in der Besetzung Janie Wagstaff, Megan Kleine, Summer Sanders und Nicole Haislett für das Finale und schwamm dabei die drittschnellste Zeit der Vorläufe. Im Finale traten Lea Loveless, Anita Nall, Crissy Ahmann-Leighton und Jenny Thompson für die Vereinigten Staaten an und siegten in der Weltrekordzeit von 4:02,54 Minuten mit zweieinhalb Sekunden Vorsprung auf die deutsche Staffel. Dieser Weltrekord wurde bei den Schwimmweltmeisterschaften 1994 unterboten.